# 馬斯基洛夫卡

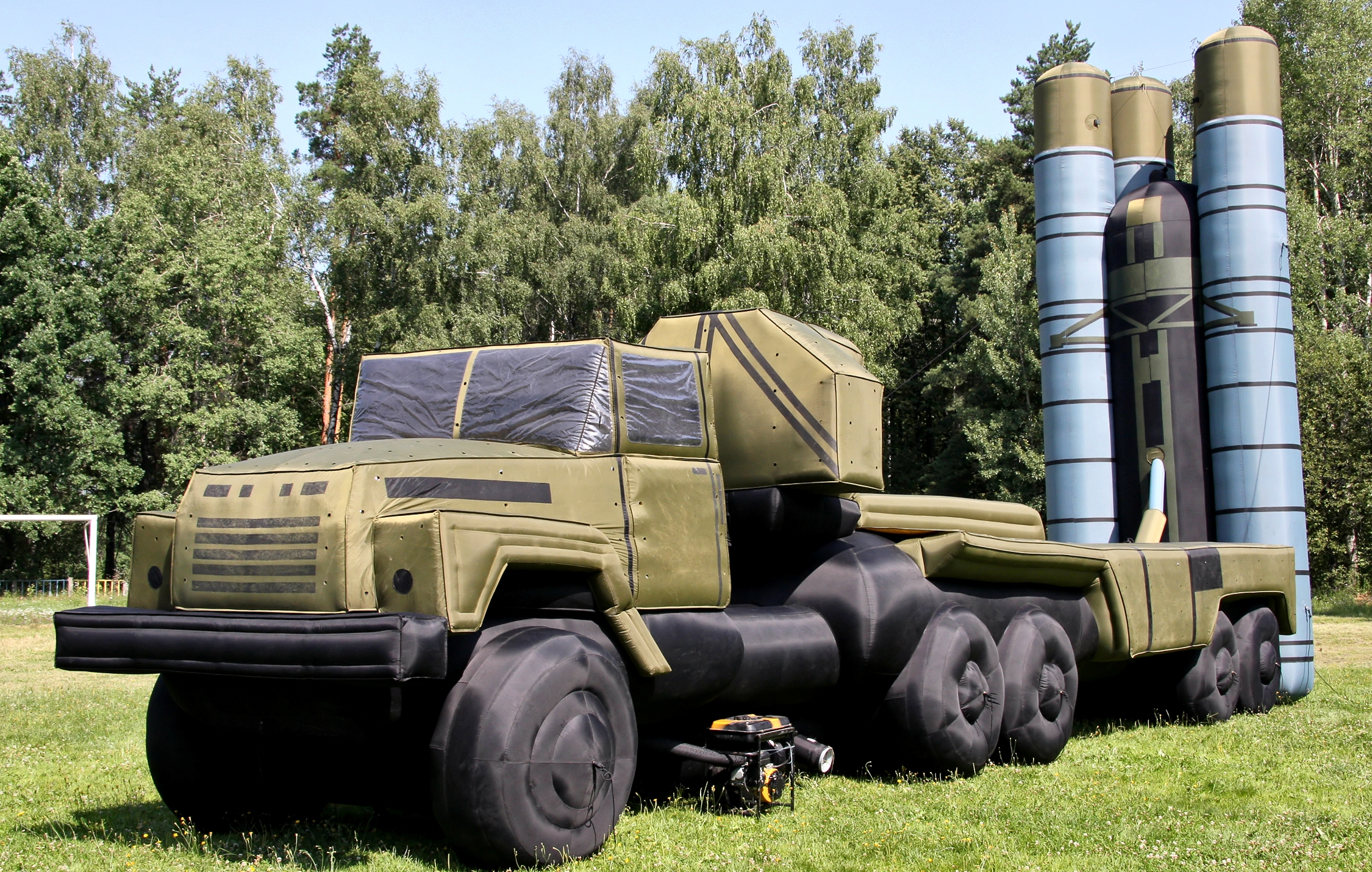
俄軍的偽裝設備——S-300飛彈充氣假車。

馬斯基洛夫卡（俄语：Маскировка，字面意為「偽裝」，或通稱俄式軍事欺騙）是俄羅斯與蘇聯自20世紀初發展起來的一種軍事理論，內容涵蓋偽裝到「拒止與欺騙」，該理論在西方國家中並無對應對等詞彙。
「馬斯基洛夫卡」行動措施包括隱蔽、設置假誘餌、實行假演習、釋出假情報等，《蘇聯軍事百科全書》對其解釋為「用暗地掩蓋軍事行動和部隊的日常活動的方式和在部隊的存在及位置、軍事設施及位置、戰備等級、活動以及指揮層的計畫等方面迷惑敵軍的，攻其無備、出其不意的戰略戰術。」該理論日後發展亦涵蓋到戰略、政治與外交手段層面，如操縱「事實」、局勢和觀念，以影響世界各地媒體和輿論，從而實踐或促進戰術、戰略、國家和跨國目標。
「馬斯基洛夫卡」曾在第二次世界大戰為蘇聯的軍事勝利起到重要作用，包括史達林格勒戰役、庫斯克會戰與巴格拉基昂行動等，在一些戰例中儘管蘇軍已集結巨大的兵力用於進攻或防守，但仍能達到隱蔽乃至令敵軍出其不意之效。該理論亦曾多次於和平時期實施，如古巴飛彈危機、出兵鎮壓布拉格之春以及俄羅斯吞併克里米亞半島等事件。

## 註腳
1. 1 2  勞埃（2001年），第118页